# Fidèle Abdelkerim Moungar
Fidèle Abdelkerim Moungar est un homme politique tchadien.

## Biographie
Après avoir été ministre de l’Éducation nationale, il est Premier ministre entre avril et novembre 1993.
Il est le président de l’Action tchadienne pour l’unité et le socialisme (Actus).
Il s'oppose au président Idriss Déby Itno et au soutien que la France apporte à Déby. Le 23 janvier 2007, il déclare ainsi que « depuis l’arrivée de Idriss Déby au pouvoir en 1990, la France a crucifié la démocratie au Tchad en apportant systématiquement son aide au trucage de toutes les élections, à la répression de toutes les rébellions en faisant intervenir son armée en violation flagrante des accords dits franco-tchadiens. ».
Vivant en France, il est en 2013, chirurgien à l'hôpital d'Alençon, dans l'Orne, et marié à une conseillère municipale de cette ville.